# Таи-цу (династија Сунг)
Цар Таи-цу (21. март 927 - 14. новембар 976) био је кинески цар (960—976) и први цар из династије Северни Сунг. Лично име му је било Џао Куанг-јин. Отац му је био Џао Хонгин, а мајка Ду. Познат је по томе што је отпочео уједињење Кине под својом влашћу. Био је покровитељ науке и оснивао је школе у којима се неговала слобода говора и мишљења.

## Детињство и младост
Његова породица Џао није била племенитог порекла јер њени чланови нису имали никакве високе положаје. Сам Џао Куанг-јин био је одличан стрелац, па је као официр ушао у службу Гуо Веиа, који је 951. године свргнуо позну династију Хан, која је после смрти цара Лију Ченг-јоуа 950. године остала без владара. Гуо Веи се прогласио за Гуанг-шуна, цара династије позни Џоу.

## Владавина

### Прве године
После истакнућа у борби против одметнутих царева династије северни Хан и киданске династије Лијао у бици код Гаопинга, када је 959. године царски престо преузео седмогодишњи Чаи Цунг-сјин, војска је Џао Куанг-јина извикала за цара и он је 4. фебруара 960. године свргнувши дечака са негодовањем сео на престо основавши династију Сунг. Дечак је са мајком послат у град Сјинг где се са њим поступало са поштовањем. Џао Куанг-јин је узео име Ђијен-лунг, које је 4. децембра 963. године променио у Ћијен-д’. Чаи Цунг-сјина је потом 973. године убио Сјин Вењуе, царски службеник, који се надао да ће тако стећи наклоност цара, али је цар чим је чуо за то прогласио општу жалост и Чаи Цунг-сјина је сахранио са почастима какве доликују једном цару.

### Ратовања на северу
Покушавао је да покори династију Лијао и северни Хан и на почетку је лично продро у њихову земљу и опсео град Тајјуан, али је коњица династије Лијао и династије Северног Хана до ногу потукла његову војску у бици код тог града 968. године.

### Ратовања на југу
После тога је престао нападати северне земље већ је своје нападе окренуо ка југу, који је био много слабији, али и материјално богатији. Стога је дотадашњи Ћијен-д’ 16. децембра исте године променио и име у Каи-бао. Његово ратовање на југу је било далеко успешније и до своје смрти је освојио мноштво јужних територија.

## Смрт
Цар Каи-бао је умро 14. новембра 976. године. Постхумно име му је Цар Да-сјао, а храмовно Цар Таи-цу. Иако је имао четири одрасла сина престо је уступио свом брату Џао Гуанг-јиу.

## Таи-цуови преци
{{Породично стабло
| име = Цар Таи-цу из династије Сунг
| style = font-size: 90%; line-height: 110%;
| border = 1
| boxstyle = padding-top: 0; padding-bottom: 0;
| boxstyle_1 = background-color: #fcc;
| boxstyle_2 = background-color: #fb9;
| boxstyle_3 = background-color: #ffc;
| boxstyle_4 = background-color: #bfc;
| boxstyle_5 = background-color: #9fe;
|1 = 1. Цар Таи-цу из династије Сунг
|2= 2. Џао Хонгин
|4= 4. Џао Јинг
|8= 8. Џао Тинг
|9= 9. Госпођа Санг
|-
| rowspan="2" style="text-align:center;"| Баба (по оцу):
Госпођа Лиу
| style="text-align:center;"| Прадеда:
?
|-
| style="text-align:center;"| Прабаба:
?
|3= 3. Госпођа Ду
| rowspan="2" style="text-align:center;"| Деда (по мајци):
Ду Шуанг, велики кинески инспектор
| style="text-align:center;"| Прадеда:
 ? 
|-
| style="text-align:center;"| Прабаба:
 ?
|- style="text-align:center;" 
| rowspan="2"| Баба (по мајци):
Госпођа Фан
|| Прадеда:
?
|-
| style="text-align:center;"| Прабаба:
?
|}